# NBA Action '95 starring David Robinson
NBA Action '95 starring David Robinson est un jeu vidéo de basket-ball sorti en 1995 sur Mega Drive. Le jeu a été développé par Double Diamond Sports et édité par Sega,,,.

## Accueil
- Player One : 84%[5]
- Joypad : 79%[6]